# Licebne, Bilohirsk
Licebne (în ucraineană Лічебне) este un sat în comuna Miciurinske din raionul Bilohirsk, Republica Autonomă Crimeea, Ucraina.

## Demografie
Componența lingvistică a localității Licebne
     Tătară crimeeană (47,8%)
     Rusă (43,69%)
     Ucraineană (7,38%)
     Alte limbi (0,28%)
Conform recensământului din 2001, nu exista o limbă vorbită de majoritatea populației, aceasta fiind compusă din vorbitori de tătară crimeeană (47,8%), rusă (43,69%) și ucraineană (7,38%).